# Komisariat Straży Granicznej „Szczepkowo Borowe”
Komisariat Straży Granicznej „Szczepkowo Borowe” – jednostka organizacyjna Straży Granicznej pełniąca służbę ochronną na granicy polsko-niemieckiej w latach 1928–1939.

## Geneza
Na wniosek Ministerstwa Skarbu, uchwałą z 10 marca 1920, powołano do życia Straż Celną. Od połowy 1921 jednostki Straży Celnej rozpoczęły przejmowanie odcinków granicy od pododdziałów Batalionów Celnych. Proces tworzenia Straży Celnej trwał do końca 1922. Komisariat Straży Celnej „Janowo”, wraz ze swoimi placówkami granicznymi, wszedł w podporządkowanie Inspektoratu Straży Celnej „Chorzele”.
W drugiej połowie 1927 przystąpiono do gruntownej reorganizacji Straży Celnej. W praktyce skutkowało to rozwiązaniem tej formacji granicznej.
Rozkazem nr 1 z 12 marca 1928 w sprawach organizacji Mazowieckiego Inspektoratu Okręgowego Straży Granicznej Naczelny Inspektor Straży Celnej gen. bryg. Stefan Pasławski powołał komisariat Straży Granicznej „Szczepkowo Borowe”, który przejął ochronę granicy od rozwiązywanego komisariatu Straży Celnej. 

## Formowanie i zmiany organizacyjne
Rozporządzeniem Prezydenta Rzeczypospolitej Polskiej Ignacego Mościckiego z 22 marca 1928, do ochrony północnej, zachodniej i południowej granicy państwa, a w szczególności do ich ochrony celnej, powoływano z dniem 2 kwietnia 1928 Straż Graniczną.
Rozkazem nr 1 z 12 marca 1928 w sprawach organizacji Mazowieckiego Inspektoratu Okręgowego Naczelny Inspektor Straży Celnej gen. bryg. Stefan Pasławski przydzielił komisariat „Szczepkowo Borowe” do Inspektoratu Granicznego nr 2 „Przasnysz” i określił jego strukturę organizacyjną. 
Rozkazem nr 9 z 18 października 1929 w sprawie reorganizacji Mazowieckiego Inspektoratu Okręgowego komendant Straży Granicznej płk Jan Jur-Gorzechowski określił numer i nową strukturę komisariatu. 
Rozkazem nr 5 z 2 września 1930 w sprawie nazw inspektoratów granicznych i komisariatów komendant Straży Granicznej płk Jan Jur-Gorzechowski wydzielił placówkę Bonisław z komisariatu Szczepkowo Borowe do komisariatu Działdowo. 
Rozkazem nr 4/31 zastępcy komendanta Straży Granicznej płk. Emila Czaplińskiego z 20 października 1931 zniesiono placówkę SG „Janowo”.
Rozkaz komendanta Straży Granicznej płk. Jana Jura-Gorzechowskiego z 10 maja 1938 w sprawie terminologii w odniesieniu do władz i jednostek formacji, wydany w związku z rozkazami KSG z 25 i 29 kwietnia 1938,  przemianował inspektoraty graniczne na obwody Straży Granicznej z dodaniem nazwy miejscowości, w której jednostka stacjonuje. Jednocześnie nakazał używanie w stosunku do kierowników komisariatów i placówek nowych terminów: „komendant komisariatu” i „dowódca placówki”. Komisariat wszedł w skład struktury Obwodu Straży Granicznej „Przasnysz”.
Rozkazem nr 5 z 3 marca 1939 w sprawie zmian organizacyjnych [...], komendant Straży Granicznej gen. bryg. Walerian Czuma wydzielił z komisariatu „Działdowo” placówkę I linii „Bonisław” i przydzielił do komisariatu „Szczepkowo Borowe”.
Rozkazem nr 12 z 14 lipca 1939 w sprawie reorganizacji placówek II linii i posterunków wywiadowczych oraz obsady personalnej, komendant Straży Granicznej gen. bryg. Walerian Czuma przemianował posterunek SG „Wieczfina” na placówkę II linii.

## Służba graniczna
Wydarzenia
- 26 sierpnia 1939 o 6.00, w okolicach słupa granicznego 004, leżący w rowie około 200 m od granicy żołnierze niemieccy, zastrzelili kaprala 80 pułku piechoty Ignacego Grabowskiego i strażnika placówki w Bonisławiu Wojciecha Wiśniowskiego[15].

Sąsiednie komisariaty:

- komisariat Straży Granicznej „Chorzele” ⇔ komisariat Straży Granicznej „Działdowo” − 1928

## Funkcjonariusze komisariatu
| Kierownicy/komendanci komisariatu | Kierownicy/komendanci komisariatu | Kierownicy/komendanci komisariatu |
| stopień                           | imię i nazwisko                   | okres pełnienia służby            |
| --------------------------------- | --------------------------------- | --------------------------------- |
| aspirant                          | Czesław Gwóźdź                    | 25 IV 1938 -                      |
| aspirant                          | Józef Stępień                     | 24 III 1939 –                     |
| Zastępcy komendanta komisariatu   |                                   |                                   |
| przodownik                        | Stanisław Korpys                  | – 30 IV 1939                      |
| przodownik podchorąży             | Paweł Czerkies                    | 1 V 1939 –                        |

## Struktura organizacyjna
Organizacja komisariatu w marcu 1928:
- komenda − Szczepkowo Borowe
- placówka Straży Granicznej I linii „Janowo”
- placówka Straży Granicznej I linii „Górowo-Trząski”
- placówka Straży Granicznej I linii „Gołębie”
- placówka Straży Granicznej II linii „Szczepkowo Borowe”

Organizacja komisariatu w październiku 1929:
- 4/2 komenda − Szczepkowo Borowe
- placówka Straży Granicznej I linii „Janowo”
- placówka Straży Granicznej I linii „Górowo-Trząski”
- placówka Straży Granicznej I linii „Gołębie”
- placówka Straży Granicznej I linii „Bonisław”
- placówka Straży Granicznej II linii „Szczepkowo Borowe”
- placówka Straży Granicznej II linii „Janowo” → zniesiona w 1931

Organizacja komisariatu w 1933 i 1934:
- komenda − Szczepkowo Borowe
- placówka Straży Granicznej I linii „Janowo”
- placówka Straży Granicznej I linii „Gołębie”
- placówka Straży Granicznej I linii „Górowo-Trząski”
- placówka Straży Granicznej II linii „Szczepkowo Borowe”

Organizacja komisariatu w 1937:
- komenda − Szczepkowo Borowe
- placówka Straży Granicznej I linii „Wasiły-Zygny”?
- placówka Straży Granicznej I linii „Gołębie”
- placówka Straży Granicznej I linii „Janowo”
- placówka Straży Granicznej II linii „Szczepkowo Borowe”
- placówka Straży Granicznej II linii „Mława”
- placówka Straży Granicznej II linii „Działdowo”

Organizacja komisariatu w 1939:
- komenda − Szczepkowo Borowe
- placówka Straży Granicznej I linii „Janowo”
- placówka Straży Granicznej I linii „Górowo-Trząski”
- placówka Straży Granicznej I linii „Gołębie”
- placówka Straży Granicznej I linii „Bonisław”
- placówka Straży Granicznej II linii „Szczepkowo Borowe”
- placówka Straży Granicznej II linii „Janowo”